# Johann Christian Kroneberg
Johann Christian (Iwan Jakowlewitsch) Kroneberg (russisch Иоганн Христиан (Иван Яковлевич) Кронеберг; * 19. Februarjul. / 1. März 1788greg. in Moskau; † 19. Oktoberjul. / 31. Oktober 1838greg. in Charkow) war ein russischer Altphilologe und Hochschullehrer deutscher Abstammung.

## Leben
Kroneberg, Sohn des Pfarrers der Moskauer lutherischen Michaelskirche Jakob Kroneberg, wurde 1800 (zusammen mit seinem Bruder, der später Arzt wurde) nach Deutschland geschickt zum Studium an der Universität Halle. 1805 ging er an die Universität Jena, die ihn 1807 zum Dr. phil. promovierte. Als Student machte er zwei Wanderreisen nach Nürnberg und Braunschweig. Nach seiner Rückkehr nach Moskau diente er zunächst im Steueramt. 1814–1818 war er Direktor der Moskauer Handelsschule. 1818 erschien sein Buch über die Riten und Sitten der alten Römer.
1819 wurde Kroneberg Adjunkt und 1821 Professor am Lehrstuhl für lateinische Literatur und Antike der Kaiserlichen Universität Charkow. Er verfasste eine Lateinische Grammatik (1820, 1825), die Antiquitates Romanae (1823), das Taciti Annalium (1823), das Compendium Antiquitatum Romanorum (1823), ein Werk über die Eroberungen der Römer (1824), eine Analyse des griechischen Kunstschaffens anhand der Fülle der Skulpturen (1825), einen Blick auf das antike Griechenland (1826), eine Analyse aller Gesänge der Ilias (1826)  und einen Horaz. Sein bekanntestes Werk ist das lateinisch-russische Wörterbuch, das im 19. Jahrhundert 8 Auflagen erlebte. Er gab die Wissenschaftszeitschrift Minerwa heraus. Auch gehörte er zu den Begründern der Shakespeare-Studien in Russland.
Kroneberg war Sekretär des Universitätsrats (1820–1824) und Dekan der Literaturabteilung der philosophischen Fakultät (1821, 1823–1826, 1831–1833). Er war Rektor der Universität Charkow 1826, 1829 und 1833–1836. Um nach europäischem Vorbild die Universität zu einem Zentrum der Wissenschaft und Kultur zu machen, gründete er die Universitätsbibliothek, systematisierte die Altertumssammlungen und erwarb Faksimiles der Kupferstiche Albrecht Dürers. 1834 stellte er das Projekt zur Einrichtung eines Pädagogischen Instituts an der Universität Charkow vor. Er war Präsident der Philotechnischen Gesellschaft.
Kroneberg beteiligte sich aktiv am Bau der deutschen Kirche in Charkow. Sein Haus war ein Zentrum der Charkower Intelligenz. Gäste waren unter anderem A. J. Kultschizki, N. W. Stankewitsch, G. S. Ryndowski, M. S. Schtschepkin und W. G. Belinski.
Kroneberg war verheiratet mit Anna Jakobina Malvina geborene Knatstadt und hatte fünf Kinder. Sein ältester Sohn Andrei war Übersetzer, Literaturkritiker und Schachspieler. Der dritte Sohn Alexei heiratete die älteste Tochter des Oligarchen Pawel Solomirski.
Kroneberg wurde auf dem lutherischen Friedhof in Charkow begraben.

## Ehrungen
- Orden des Heiligen Wladimir IV. Klasse (1818)
- Russischer Orden der Heiligen Anna II. Klasse